# 費奧多西亞灣

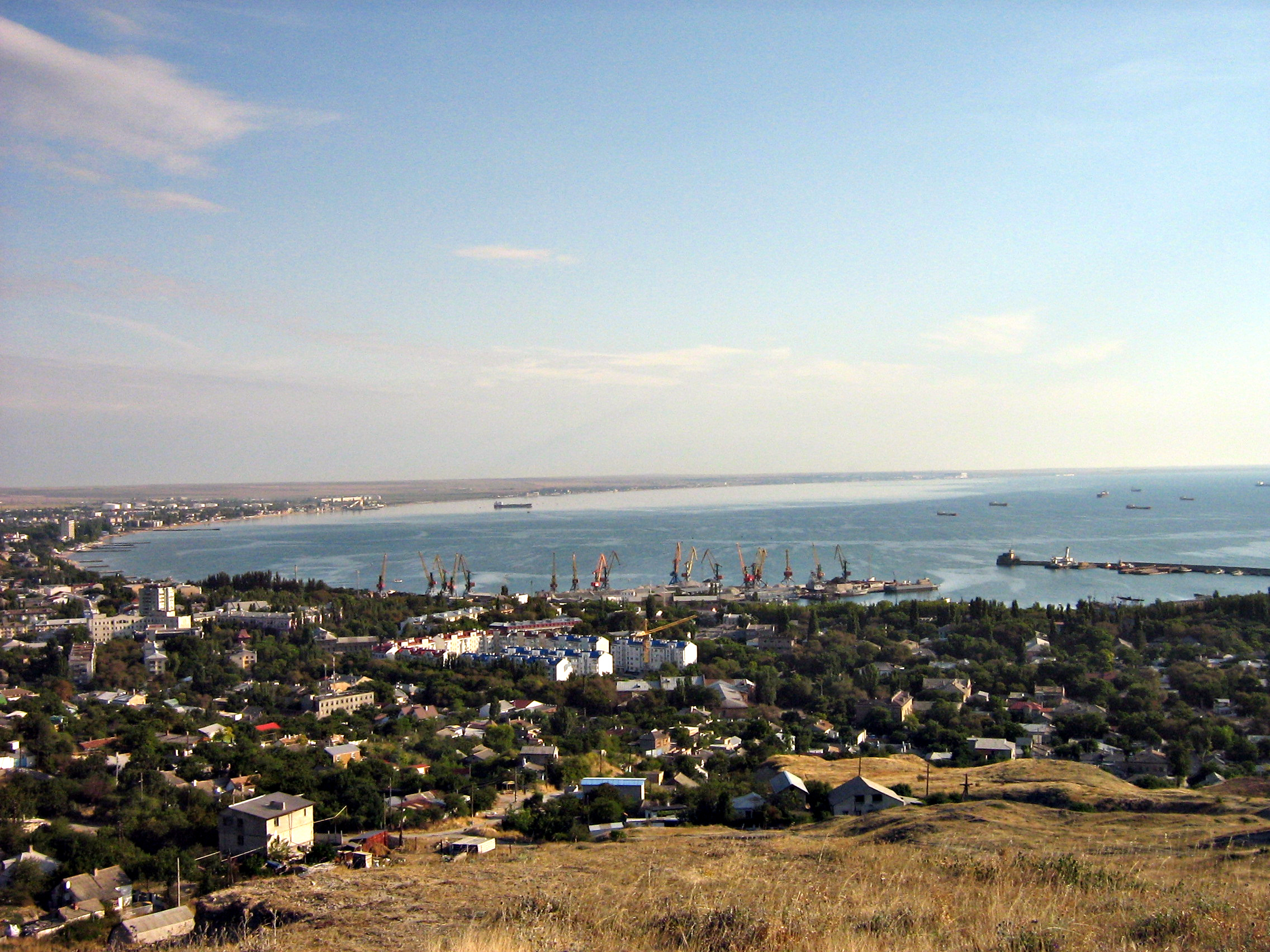

費奧多西亞灣（烏克蘭語：Феодосійська затока）是烏克蘭的海灣，位於克里米亞自治共和國，屬於黑海的一部分，處於費奧多西亞附近，長13公里、寬31公里，平均水深28米。
45°00′00″N 35°36′00″E / 45.00000°N 35.60000°E